# ألبرت أينشتاين في الثقافة الشعبية

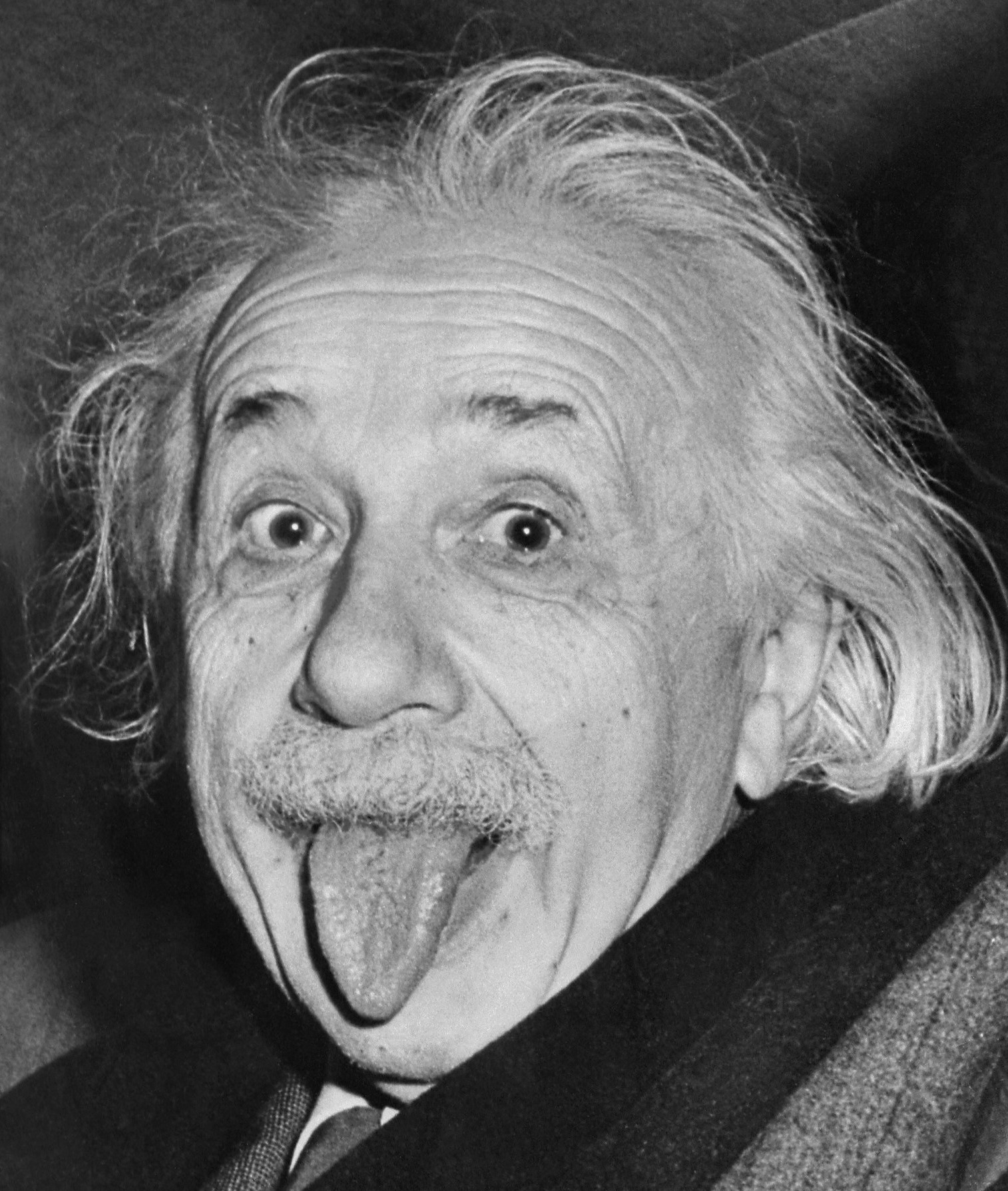
صورة التقطت لأينشتاين عام 1951

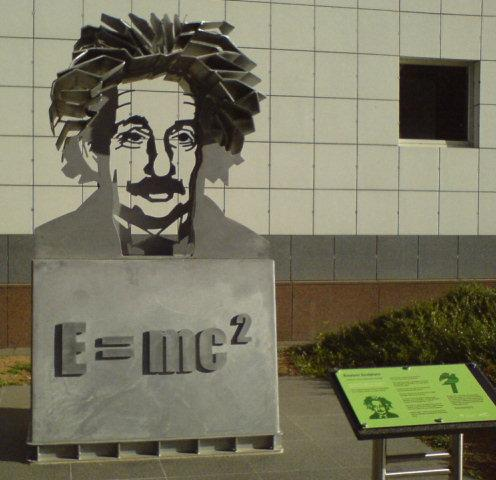
نحت أينشتاين في كويستاكون في أبريل 2008.

كان ألبرت أينشتاين موضوعًا أو مصدر إلهام للعديد من أعمال الثقافة الشعبية.
في عيد ميلاد أينشتاين الثاني والسبعين في 14 مارس 1951، كان مصور يونايتد برس (UPI) آرثر ساسي يحاول إقناعه بالابتسام للكاميرا، ولكن بعد أن ابتسم للمصورين عدة مرات في ذلك اليوم، أخرج أينشتاين لسانه بدلاً من ذلك. أصبحت هذه الصورة واحدة من أكثر الصور التي التقطت لأينشتاين شهرة على الإطلاق، غالبًا ما تستخدم في البضائع التي تصوره بإحساس خفيف. استمتع أينشتاين بهذه الصورة وطلب من UPI منحه تسع نسخ للاستخدام الشخصي، وقع إحداها كمراسل. في 19 يونيو 2009، بيعت الصورة الأصلية الموقعة في مزاد بمبلغ 74324 دولارًا، وهو رقم قياسي لصورة أينشتاين.
أينشتاين هو النموذج المفضل لتصوير الأساتذة شاردة الذهن. نسخ وجهه المعبّر وتسريحات الشعر المميزة والمبالغ فيها على نطاق واسع. كتب فريدريك جولدن من مجلة تايم أن أينشتاين كان «حلم رسام كاريكاتير يتحقق.»
أصبح «أينشتاين» مثالاً لشخص شديد الذكاء. يمكن استخدامه أيضًا بسخرية عندما يقول شخص ما هو واضح أو يظهر نقصًا في الحكمة أو الذكاء (كما في «الطريق إلى أينشتاين!»)
العديد من الاقتباسات التي أصبحت شائعة عبر الإنترنت نُسبت إليه بشكل خاطئ، بما في ذلك «تعريف الجنون هو فعل الشيء نفسه مرارًا وتكرارًا وتوقع نتيجة مختلفة».

## اليد السائدة
هناك اعتقاد شائع بأن أينشتاين كان أعسرًا، ولكن لا يوجد دليل على ذلك، وقد وصل هذا الاعتقاد حد الأسطورة، كتب أينشتاين بيده اليمنى، وتذكر المصادر الرسمية بشكل قاطع أنه كان أيمنا، أظهر تشريح جثة أينشتاين تناسقًا بين نصفي المخ، بدلاً من هيمنة الجانب الأيسر كما هو معتاد لدى معظم الأشخاص الذين يستخدمون اليد اليمنى أو هيمنة الجانب الأيمن كما هو موجود في معظم الأشخاص الذين يستخدمون اليد اليسرى.

## المؤسسات التعليمية
تمت تسمية العديد من المدارس والكليات والجامعات باسم أينشتاين، بما في ذلك في ألمانيا وهندوراس والولايات المتحدة.

## في الإعلام والدراما

### المسرح
كان أينشتاين موضوعًا أو مصدر إلهام للعديد من الروايات والأفلام والمسرحيات، مثل مسرحية ستيف مارتن الكوميدية بيكاسو في لابين أجايل، كان موضوع أوبرا أينشتاين لبول ديساو عام 1974 وفي عام 1976 في أوبرا أينشتاين على الشاطئ لفيليب جلاس، وكان جانبه الفكاهي موضوعًا لمسرحية رجل واحد لإد ميتزجر ألبرت أينشتاين: البوهيمي العملي، وقد ظهر بشكل بارز في مسرحية دانيال كيهلمان حول كورت جودل، أشباح في برينستون (2011).

### السينما
صُور أينشتاين من قبل لودفيج ستوسيل في فيلم عام 1947 البداية أو النهاية.
كان موضوعا (مع آرثر إدينجتون) لفيلم بي بي سي الثاني أينشتاين وإدينجتون، والذي يظهر ديفيد تينانت في دور إدينجتون وآندي سيركيس في دور آينشتاين، ويشرح بالتفصيل تطوير أينشتاين لنظرياته ومحاولات إدينجتون لإثباتها.
تظهر شخصية شبيهة بأينشتاين في فيلم نيكولاس روج عام 1985 التافه، تدور أحداث الفيلم في نيويورك عام 1953، ويتضمن مشهدًا يناقش فيه "الأستاذ" (الذي يلعبه مايكل إميل) الشخصية التي تمثل ألبرت أينشتاين بوضوح النسبية مع "الممثلة" (تيريزا راسل) وهي شخصية تشبه مارلين مونرو.
كما صور أينشتاين من قبل والتر ماثاو في الكوميديا الرومانسية 1994 آي كيو.
في فيلم عام 2001 بالذكاء الاصطناعي، صور على أنه شخصية ثلاثية الأبعاد تسمى Dr. Know (التي عبر عنها روبن ويليامز).
في فيلم العودة إلى المستقبل، شخصية الدكتور إيميت 'دوك' براون، التي يؤديها الممثل كريستوفر لويد وتصور على أنها عالم لامع مسافر عبر الزمن ومخترع لديه كلب يدعى "أينشتاين"  سمي على اسم عالم براون المفضل وكذلك يحمل شبهًا سطحيًا به، كما أرجع لويد الفضل إلى أينشتاين باعتباره مصدر إلهامه للشخصية.

### التلفزيون
ظهر تمثيل ثلاثي الأبعاد لأينشتاين، لعبه جيم نورتون في حلقتين من حرب النجوم، الجيل التالي، ظهر لأول مرة لمناقشة الفيزياء مع ريجينالد باركلي في "الدرجة التاسعة"، تبدأ الحلقة على إنتربرايز بلعبة بوكر يلعبها تمثيلات هولوديك لأينشتاين والسير إسحاق نيوتن وستيفن هوكينج (قام بتصويره بنفسه)، تمت برمجتها جميعًا بواسطة اللفتنانت كوماندر داتا حيث لعب دور الشخص الرابع في اللعبة.